# Frieswil
Frieswil ist ein Ort in der politischen Gemeinde Seedorf im Kanton Bern in der Schweiz.

## Geographie
Der Ort Frieswil befindet sich zwischen der Bundesstadt Bern und dem bernischen Seeland auf 674 m ü. M. und liegt auf einem kleinen Plateau, mit einer Fernsicht von den Berner Alpen zu den Freiburger Voralpen über den Murtensee bis zum Jura, an der südwestlichen Flanke des 820 m ü. M. hohen Frienisbergs. Frieswil liegt hoch über dem in 3 km Luftlinie westlich gelegenen Stausee Niederried, der 2,5 km südwestlich gelegenen Einmündung der Saane in die Aare (463 m ü. M.), dem in südlicher Richtung an der Aare liegenden, 3 km entfernten und seit 2019 abgeschalteten Kernkraftwerk Mühleberg und dem Wasserkraftwerk Mühleberg am Ende des Wohlensees.
Durch seine abgesonderte Lage im westlichen Zipfel des Gemeindegebietes von Seedorf ist Frieswil etwas entfernt von den übrigen Weilern und Siedlungen der Gemeinde und hat auch seine eigene Postleitzahl. Nachbarorte sind das nordwestlich gelegene Detligen in der Gemeinde Radelfingen, welche noch zum Verwaltungskreis Seeland gehört, und östlich Innerberg in der Gemeinde Wohlen bei Bern, die Teil des Verwaltungskreises Bern-Mittelland ist.
Verkehrstechnisch liegt Frieswil an der Hauptstrasse 235 Aarberg–Bern, im öffentlichen Verkehr wird Frieswil durch die Postautolinie 100 Bern–Aarberg bedient.

## Geschichte und Wirtschaft
Die Geschichte Frieswils – 1249 erstmals als Frieswile erwähnt – ist ausgangs Hochmittelalter mit der Herrschaft und Burg Oltigen eng verknüpft. Da Frieswil Teil der Grundherrschaft Oltigen war, wurde diese auch in Frieswil während des 13. und 14. Jahrhunderts vornehmlich durch die Grafen von Kyburg ausgeübt. Wobei das Kloster Frienisberg und das Kloster Tedlingen (Detligen) oder Bernburger während dieses Zeitraums und auch in spätmittelalterlicher Zeit Güter in Frieswil besassen. Schliesslich wurde Frieswil 1412 von Bern gekauft.
Ab diesem Datum gehörte Frieswil zu einer bernischen Landvogtei – ab 1483 zu derjenigen von Laupen – bis zum Ende der Berner Stadtrepublik, 1798. Seit 1832 ist Frieswil Teil der Gemeinde Seedorf und durch die neu gebaute Staatsstrasse ab 1851–1852 mit Aarberg und Bern verbunden. Es ist davon auszugehen, dass diese moderne Staatsstrasse mit Postkutschen bedient wurde (nachgewiesen ab 1906 mit Postautos – erster Postautokurs der Schweiz).
Aus den urkundlich erwähnten Handänderungen von Schupposen im Mittelalter kann geschlossen werden, dass die Frieswiler Ackerbau und Viehzucht betrieben haben. Ansonsten ist über die Geschichte Frieswils oder seiner Bewohner seit dem Mittelalter bis zur Neuzeit nichts Genaues bekannt. Anfang des 20. Jahrhunderts hatte Frieswil 26 Häuser und 165 Einwohner, ein Postbureau mit Telegraph und Telefon.
Heute besteht die Wirtschaft Frieswils aus Landwirtschaft und Gewerbe.

## Bilder

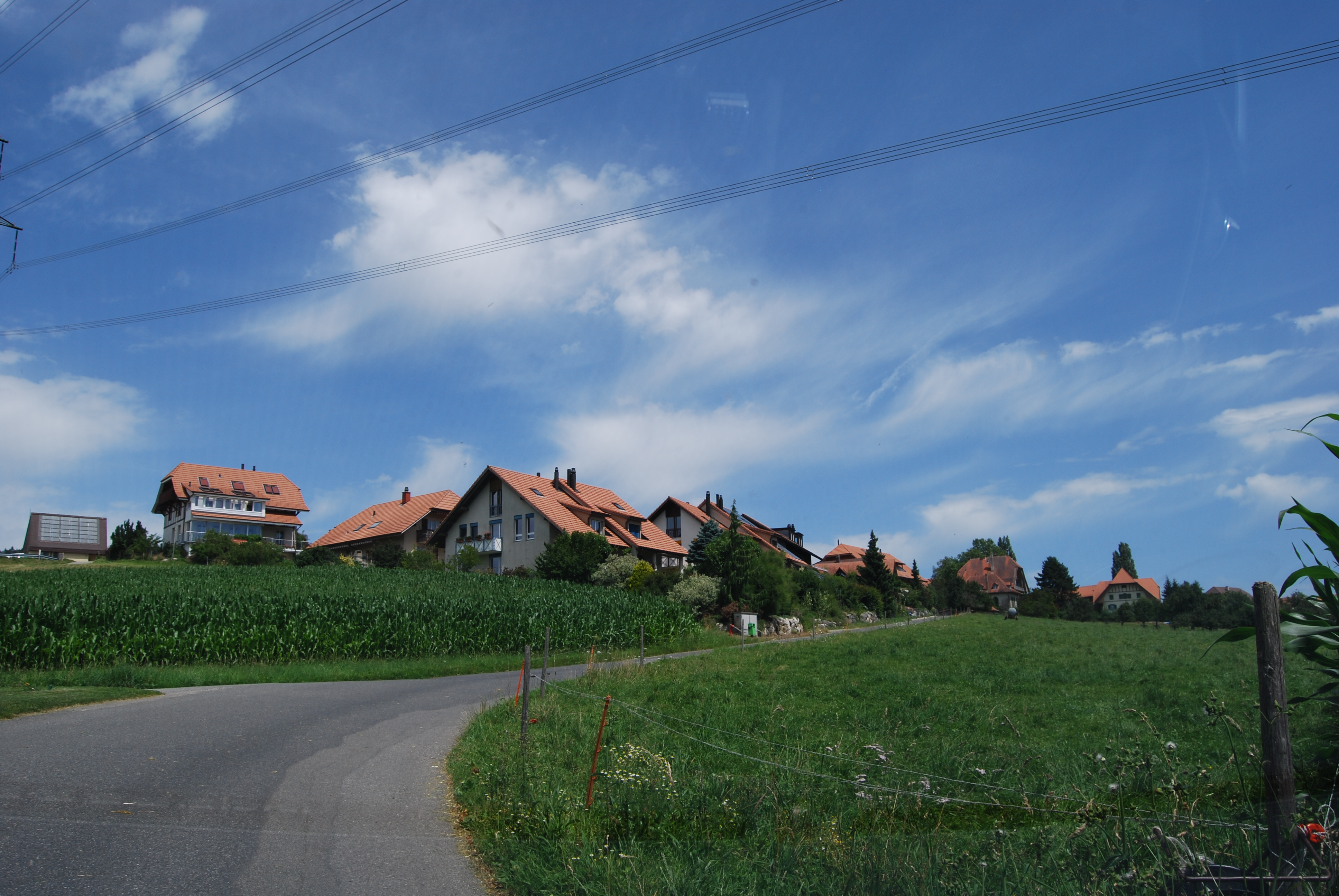
Frieswil
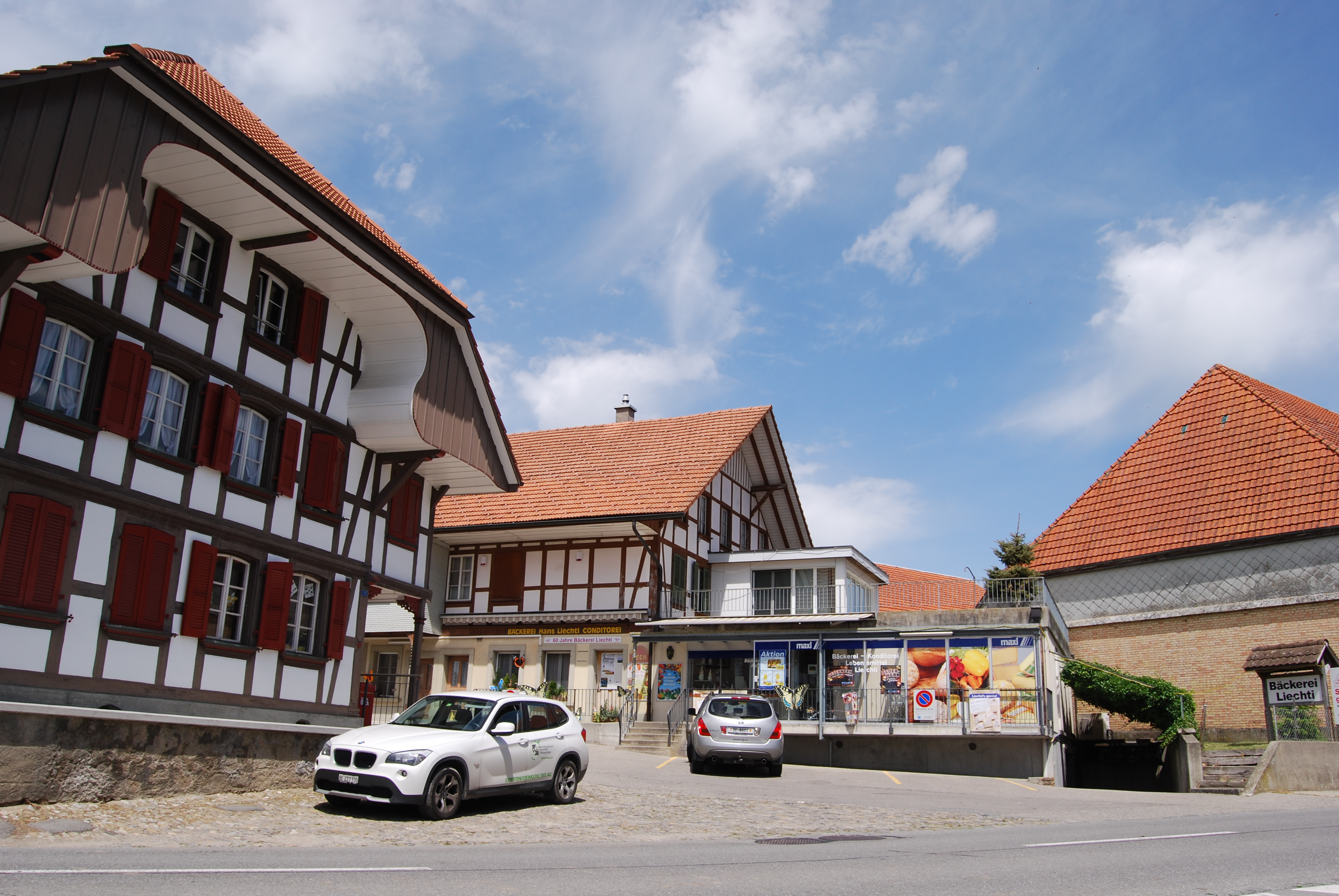
Dorfzentrum von Frieswil